# Daverio
Daverio là một đô thị ở tỉnh Varese trong vùng Lombardia, có cự ly khoảng 45 km về phía tây bắc của Milan và khoảng 6 km southvề phía tây của Varese. Tại thời điểm ngày 31 tháng 12 năm 2004, đô thị này có dân số 2.751 người và diện tích là 4,0 km².
Daverio giáp các đô thị: Azzate, Bodio Lomnago, Casale Litta, Crosio della Valle, Galliate Lombardo.